# Sydney Seaplanes
Sydney Seaplanes ist eine australische Fluggesellschaft mit Sitz in Sydney und Basis am Port Jackson.

## Geschichte
Die Fluggesellschaft entstand 2006 durch den Zusammenschluss von Sydney Harbour Seaplanes, Seaplane Safaris und Southern Cross Seaplanes. Ihr Gründer und Geschäftsführer ist der aus Neuseeland stammende Verkehrspilot Aaron Shaw. Die Firma beschäftigte 2011 fünf Piloten. Die Gesamtzahl der Mitarbeiter schwankt saisonbedingt zwischen zehn und 15.
Im Dezember 2020 wurde die Elektrifizierung einer Cessna Caravan angekündigt und im Dezember 2021 die Anschaffung von 50 eVTOL Zubringer- und Charterflugzeugen von Embraer.

## Flugziele
Die Fluggesellschaft bietet Kurzstreckenverbindungen in die Umgebung von Sydney (z. B. Newcastle) mit Wasserflugzeugen an. Des Weiteren werden Tourismus-Charterflüge angeboten.

## Flotte

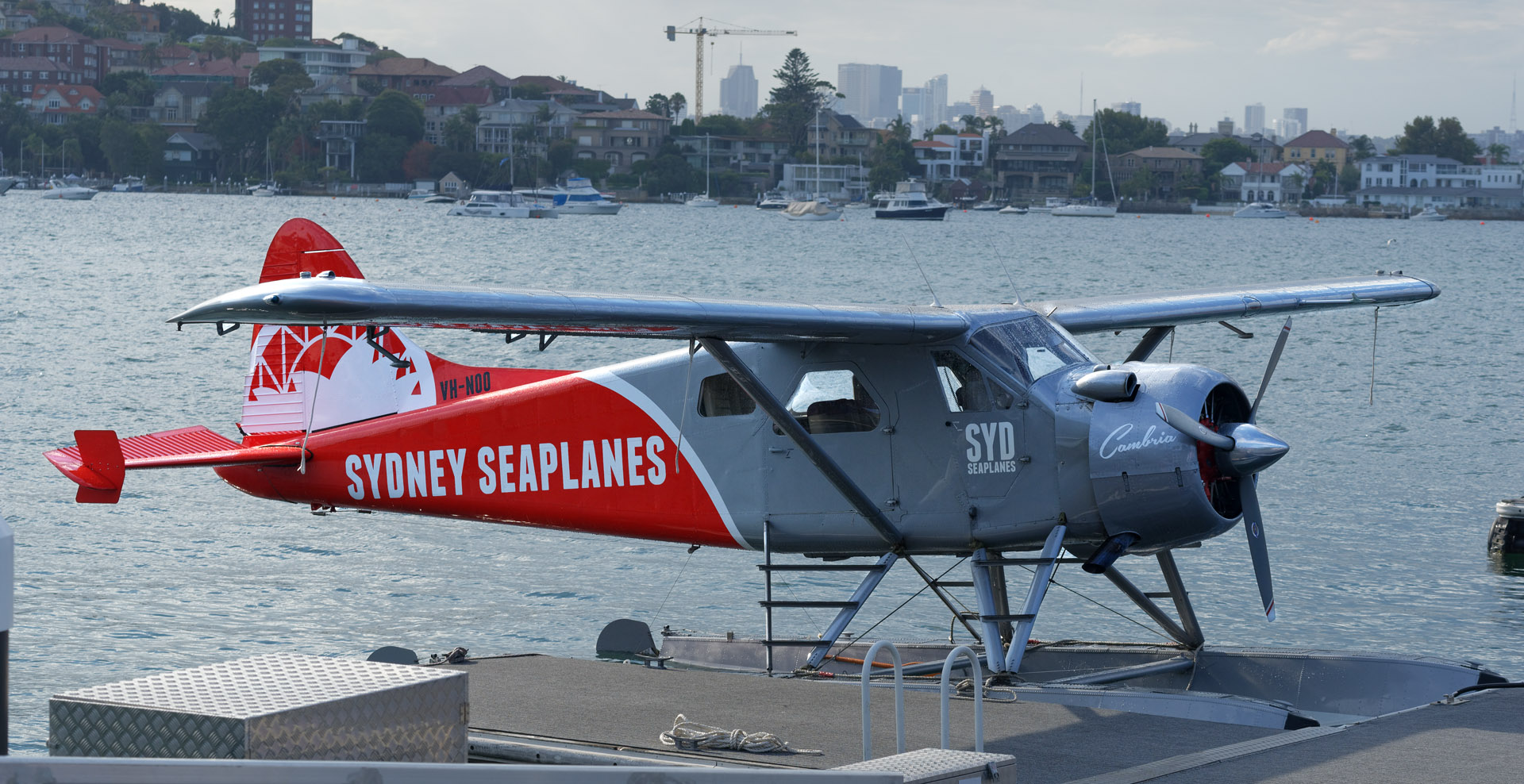
Die am 31. Dezember 2017 verunglückte de Havilland Canada DHC-2 (Luftfahrzeugkennzeichen VH-NOO)

Mit Stand Januar 2023 besteht die Flotte der Sydney Seaplanes aus fünf Flugzeugen:
| Flugzeugtyp                      | Anzahl | Anmerkungen | Sitzplätze |
| -------------------------------- | ------ | ----------- | ---------- |
| Cessna 208                       | 2      |             | 12         |
| de Havilland Canada DHC-2 Beaver | 3      |             | 7          |
| Gesamt                           | 5      |             |            |

## Zwischenfälle
Am 31. Dezember 2017 kam es zu einem Unfall mit sechs Toten. Der Pilot und der britische Top-Manager Richard Cousins und seine Familie kamen dabei ums Leben (siehe auch Flugunfall einer de Havilland Canada DHC-2 der Sydney Seaplanes 2017).